# Legazpi (Gipuzkoa)
Legazpi è un comune spagnolo di 8 741 abitanti situato nella comunità autonoma dei Paesi Baschi.